# 李氏朝鮮の家族制度
李氏朝鮮の家族制度について説明する。
李氏朝鮮の社会の単位は個人ではなく家族であり、李氏朝鮮の社会は家族を中心に形成運営されて来た。李氏朝鮮時代の家父長的家族制度は、政教の根本理念に採択された儒教でさらに厳格に統制され、生活の規範と儀式は全て儒教の教えによることを強要された。
李氏朝鮮時代の家長の権利は、高麗の時よりももっと強化された。たとえば、子孫・妻妾・奴婢が、謀反・反逆以外の罪状で父母や家長を官庁に告訴すると、かえって告訴した者の方が極刑を受けることになっていた。更に仁祖の時には、家長の反逆陰謀を告発しても、人倫を害する罪は反逆罪に劣らず重いと言って、先に死刑にしたことまであった。李氏朝鮮時代には、綱常罪に対しても反逆罪と同等に厳重に扱った。これと反対に、尊長に対する絶対服従と犠牲精神から湧き出る孝行や貞烈は、国家で大きく奨励したのは当然のことだった。
このようにその権威を国家から保証を受ける家長は、内では、先祖の祭祀を主宰し、家庭の管理、家族の扶養、分家や養子縁組、子女の婚姻・教育・懲戒・売買などに関する全権を持って家族成員を統率した。また、外では民間の契約は家長の署名なしには成立しなかったし、官庁でも家長を相手に全てのことを処理した。
また李氏朝鮮時代の家族制度の特徴は、宗族を一つの単位として、大家族制度を形成して相互扶助した点にもみることができる。ここから同族間の結合が促進されて族譜が生じたし、これによって同族に対する観念が更に発達するようになった。そして李氏朝鮮社会では厳格な族外婚が行われ、《続大典》では同姓同本は勿論、同姓異本でも互いに婚姻することができないという規定が用意されるに至った。
婚姻は男女とも早婚が特徴で、法的に男子は15歳、女子は14歳以上なら婚姻できたし、特別な場合には12歳でも婚姻が許可された。婚姻にも男尊女卑の観念が徹底され、男子は妻が死んだ後にいくらでもまた婚姻しても構わなかったが、女子の場合は制約がひどく、成宗の時からは再嫁を原則的に禁じ、再嫁した女子の子孫は文武官に任命されることができず、科挙に応試することもできなかった。
婚姻関係以外にも女子の社会的地位はとても微弱で、女子としての法律的行為は必ず夫や家長の許可がなければならなかった。また、交際や外出も厳格に制限され、家族や近い親戚でなければ男子と対面できなかったし、外出しなければならない時には上流階級ではノウルをかぶり、下流階級でもチャンオッ・ゴンモなどをかぶって顔を覆うようにした。
李氏朝鮮の社会のように嫡・庶の差別を苛酷にさせた社会は歴史上なかった。一夫多妻を公認しながらも、妾の生んだ子を差別待遇するようになったのは、太宗の時に作られた庶孽禁錮法から始まった。また同じ妾子でも、良妾子・賎妾子の区別によって身分・財産相続などに差等があった。
人が死ねば、身分の高低と寸数の遠近によって服喪の期間を5つに分ける五服制度が施行された。祭祀では、高麗の時には仏教的儀式が流行したが、高麗末期の朱子学の伝来とともに家廟の制度が生ずるようになり、中宗の時に趙光祖が政権を取った後にはその普及に力を尽くして、士大夫の家の中には皆家廟が建てられたと言う。家族制度の核心になる冠婚葬祭などの礼制は、既に高麗末期に朱子の家礼が基準になって多少普及された。
李氏朝鮮時代になって朱子学が崇尚されるのに伴い、家礼も初めには士大夫たちの間でだけ盛行したが、後には段々と儒教的な倫理観念が普遍化され、社会全般に影響力を及ぼして家族制度の変遷を招来した点も多かった。

## 参考資料
この記述には、ダウムからGFDLまたはCC BY-SA 3.0で公開される百科事典『グローバル世界大百科事典』をもとに作成した内容が含まれています。